# ۶۱۲ (میلادی)
۶۱۲ (میلادی) ششصد  و دوازدهمین سال تقویم میلادی است.

## رویدادها
- نبرد عظیم سالسو بین گوگوریو و سوئی

## درگذشتگان
- تئودبرت دوم، پادشاه اوسترازیا (ت. ۵۸۶)
- گوندمار، پادشاه ویزیگوت‌ها

‎